# Conrad Gesner
För andra betydelser, se Gesner.
Conrad Gesner, född 1516, död 1565, var en schweizisk naturforskare och professor vid universiteten i Lausanne och Zürich.
Gesner författade flera stora arbeten inom ett antal områden, det mest kända är den zoologiska uppslagsboken Historiae animalium (fem band år 1551-87). Bland andra verk finns botaniska (Enchiridion historiae plantarum, 1541, och Catalogus plantarum, 1542) och lingvistiska (Mithridates de differentis linguis, 1555, som var en förteckning över 130 språk), samt bibliografin Bibliotheca universalis (1545). Han lät även publicera bilder på fossiler och kristaller i en bok om stenar 1565. Han dog i pest.

## Utmärkelser
Växtfamiljen Gesneriaceae och släktet Gesneria är uppkallade efter Gesner. Även asteroiden 9079 Gesner är uppkallad efter honom.